# Friedrich Proell
Friedrich Wilhelm Proell (* 14. September 1881 in Roggenhausen, Kreis Graudenz; † 14. Oktober 1963 in Bonn) war ein deutscher Arzt und Zahnarzt sowie Direktor der Zahnkliniken an den Universitäten Greifswald und Bonn.

## Leben und Werk
Proell besuchte von 1888 bis 1891 die Vorschule in Graudenz und von 1891 bis 1900 das dortige humanistische Gymnasium. Von 1900 bis 1906 studierte er Medizin an der militärärztlichen Kaiser-Wilhelms-Akademie in Berlin und schloss dieses Studium im März 1906 mit dem Staatsexamen ab. Danach promovierte er an der Universität Freiburg mit einer Arbeit über Sehstörungen nach Blutverlust zum Dr. med. Von 1909 bis 1911 studierte er Zahnmedizin an der Universität Straßburg. An der Universität Königsberg habilitierte er sich 1912 für Zahn-, Mund- und Kieferheilkunde. Während des Ersten Weltkriegs war er als Militärarzt in unterschiedlichen Feldlazaretten tätig und schied im April 1920 als Oberstabsarzt aus dem Heeresdienst aus. 
Von 1923 bis 1935 stand er der Zahnklinik der Universität Greifswald als Direktor vor. In dieser Zeit führten ihn Studienreisen nach Amerika (1926), dem ehemaligen Deutsch-Südwest-Afrika (1928/29) und nach Lappland (1933). Proell war vor dem Ersten Weltkrieg Angehöriger einer Freimaurer-Loge, trat 1933 in die NSDAP ein, wurde dort 1935 ausgeschlossen, um 1937 erneut einzutreten. 1933 trat er der Einheitsfront der Zahnärzte bei, um sich dem nationalsozialistischen „Führerprinzip“ zu verpflichten, einem fundamentalen Prinzip des Faschismus der Zwischenkriegszeit und seiner Führerparteien. Von 1934 bis 1935 gehörte er zum NS-Dozentenbund und NS-Reichskriegerbund, von 1937 bis 1945 zur SA. Am 1. Oktober 1935 wurde er von Greifswald nach mehreren Monaten Zwangsbeurlaubung in gleicher Position an die Universität Bonn versetzt, wo zuvor Alfred Kantorowicz dem Terror der Nationalsozialisten hatte weichen müssen. In Bonn wurde Proell 1945 entlassen und 1949 mit der Entnazifizierung emeritiert. 
Aus seiner wissenschaftlichen Tätigkeit resultierten ca. 150 Abhandlungen und fünf Bücher, das letzte erschien 1956 unter dem Titel Zahnaufbau und Zahnzerfall in Abhängigkeit von der Ernährung. 30 Jahre zuvor entstand seine Festschrift zur 25-Jahr-Feier des Zahnärztlichen Instituts der Universität Greifswald, in der neben Hermann Schröder, Guido Fischer, F. W. Proell und R. Gross weitere zeitgenössische Größen der zahnmedizinischen Forschung sich mit Beiträgen beteiligten. Mit seiner kritischen Besprechung von Bernhard Gottliebs (1885–1950) Buch Dental Caries machte er dieses Werk auch in Deutschland bekannt und trug so zur frühzeitigen Begeisterung über die Möglichkeiten der Kariesprophylaxe mit Fluoriden in Deutschland bei. Beim 4. Internationalen Vitalstoff- und Ernährungskonvent am 11. Oktober 1958 in Essen erklärte er dagegen, „er sei kein Freund von Fluor.“ Bei dem gleichen Konvent ernannte die Internationale Gesellschaft für Nahrungs- und Vitalstoff-Forschung Proell zum Ehrenmitglied.